# Szilágy-patak
A Szilágy-patak egy Romániában eredő és ugyanitt a Szamosba torkolló patak neve.

## Földrajza
A patak a Szamos bal oldali mellékága. Szilágy megyében, Szilágyfőkeresztúr határában ered. Jobb partjáról egy kisebb oldalág, majd bal oldaláról, Szilágyszegtől fölfelé hét, többségében a Szilágysági-Bükkben eredő oldalág csatlakozik bele és Szélszeg fölött torkollik a Szamosba.
E folyócskáról kapta nevét a megye is.

## A Szilágy-patak mellett fekvő települések
Szilágygörcsön, Szilágyfőkeresztúr, Szilágyszentkirály, Nyírfalva, Szilágyszeg, Szilágycseh, Mutos, Égerhát és Szélszeg.

## Története
Szilágy pataka (Aqua Scylag) nevét először 1246-ban Ugruc falunál, majd 1349-ben említi ismét egy oklevél Diósad (Ód) birtok keleti részén, Baksavölgy mellett.
1479-ben Bőnye határán tűnt fel usque fluvium Zylaghpathaka néven.
1548-ban mint határfolyót említik Szilágypatakát és Kemenpatakát Mutos és Cseh birtokok között.